# 多禰国

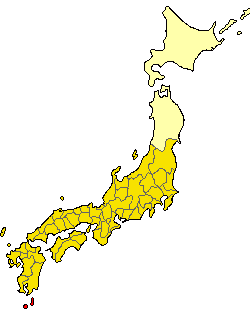
多禰国の位置（702年）

多禰国（たねのくに）は、かつて日本の地方行政区分であった令制国の一つ。西海道に位置する。領域は現在の鹿児島県大隅諸島（種子島・屋久島・口永良部島）にあたる。
702年から824年まで122年間存続した。

## 名称
多褹国とも表記されたほか、国のかわりに島の字を用いて多禰島、その国司を島司と表すこともあった。国を島とも呼ぶのは、対馬・壱岐と共通する。日本書紀では多禰(多禰島)と7か所、続日本紀では多褹(多褹島)と21か所の記述あり。

## 沿革
多禰の初見は『日本書紀』の天武6年2月条の「是の月、多禰嶋人等に飛鳥寺の西の槻の下に饗へたまう」である。
また、『日本書紀』の天武10年8月20日の条に「多禰嶋に遣わした使節が、多禰国の地図を（天武天皇に）たてまつる」とあり、使者は一年以上多禰嶋に滞在して南島の調査等を行い報告の為の地図を作製した。これは信濃国の地図作成に先立つものであった。（この地図は日本における地図第一号と思われる(実在はしない文献上）多禰国年表
『続日本紀』大宝2年8月1日条に「薩摩（隼人）と多褹が化を隔てて命に逆らう。是に於いて兵を発して征討し、戸を校して吏を置けり」という記事があり、これが「薩摩国」と「多禰国」同時建置を示すと考えられている。
『続日本紀』和銅7年4月25日条に元明天皇が多褹島の公印一箇を与えた旨の記述がある。

### 遣唐使
多褹国が存続した期間中、遣唐使が多褹国(多褹島)に帰着したことが二度ある。
一度目は734年（天平6年）11月20日で、大使多治比広成の乗船が帰国した。
二度目は753年（天平勝宝5年）12月12日(又は12月7日)で、この時には琉球を3隻で発って多禰嶋を目指した遣唐使船のうち
第2船・第3船が多褹国の益救嶋(屋久島)に帰国した。この第2船には鑑真が乗船しており、日本への来日を果たした。

### 廃止
国の格付けは、南島（奄美・沖縄方面）との交流や遣唐使の派遣、隼人対策などの点から重要視されて中国とされていた。しかし実際には小国をはるかに下回る規模の税収しかなく、行政的な運営経費の不足分は大宰府が他の国から補填していた。しかし隼人の対策が一段落し、遣唐使の派遣経路が変わると多禰島の重要性は薄れてきた。
大宰府管内の飢饉に対処するために、多禰島の運営経費に当てていた税収が減少することになったため、財政の見直しの観点から824年（天長元年）10月1日に多褹嶋司の司を廃止し、能満郡・熊毛郡・馭謨郡・益救郡の四郡を熊毛郡・馭謨郡の二郡に再編して大隅国に編入した。なお、都良香が手掛けた太政官奏（太政官謹奏 停多褹島隸大隅國事）は名文とされ、『本朝文粋』にも収録されている。

## 国内の施設

### 国府
国府の所在については、諸説あって未だ定まっていない。

### 神社
- 益救神社 - 屋久島に鎮座。

## 人物

### 国司
1. 大伴上足：天平宝字4年5月9日（760年6月30日）任
2. 佐伯毛人：天平神護元年1月6日（765年2月4日）任
3. 中臣習宜阿曾麻呂：宝亀元年8月21日（770年9月18日）任、宝亀3年6月6日（772年7月14日）任大隅守